# Дерозье, Давид
Давид Филипп Дерозье (фр. David Philippe Desrosiers; род. 29 августа 1980) — франко-канадский музыкант, наиболее известный как бас-гитарист и бэк-вокалист поп-панк-группы Simple Plan.

## Биография
Родители Давида развелись когда ему было 12 лет, и это сильно подействовало на него. Он научился говорить по-английски в 16 лет. До музыкальной карьеры он работал в «Макдоналдсе».
В возрасте 19 лет Дерозье присоединился к группе Reset, в которой играл на бас-гитаре. Через 6 месяцев он покинул группу. В 2000 году Давид стал участником группы Simple Plan. С момента основания в группе было четыре участника (Пьер Бувье исполнял не только роль вокалиста, но и бас-гитариста), но с приходом в группу Дерозье основным басистом стал именно Давид.
Музыкант использует бас-гитару Fender Precision Bass.

## Фильмография
| Год  | Название                              | Роль                | Примечание |
| ---- | ------------------------------------- | ------------------- | ---------- |
|      | Что новенького, Скуби-Ду?             | Самого себя (голос) | 1 серия    |
| 2003 | The New Tom Green Show                |                     | 1 серия    |
| 2003 | Simple Plan: A Big Package for You    | Самого себя         |            |
| 2004 | Мгновения Нью-Йорка                   | Самого себя         |            |
| 2004 | Simple Plan: Still Not Getting Any... | Самого себя         |            |
| 2004 | Punk Rock Holocaust                   | Самого себя         |            |
| 2005 | Simple Plan: MTV Hard Rock Live       | Самого себя         |            |
| 2008 | Simple Plan: Simple Plan              | Самого себя         |            |